# Chiesa di San Leonardo Murialdo (Roma)
La chiesa di San Leonardo Murialdo è una chiesa di Roma, situata in via Salvatore Pincherle, nel quartiere Ostiense.

## Storia
È stata costruita nel 1978 su progetto dell'architetto Giuseppe Forti, ed è stata consacrata e dedicata da monsignor Clemente Riva il 23 aprile 1988; essa è sede parrocchiale, istituita il 15 gennaio 1964 ed affidata ai preti della congregazione di San Giuseppe (detti giuseppini del Murialdo).
La chiesa ha ricevuto la visita di Giovanni Paolo II il 22 marzo 1992.

## Descrizione
All'esterno la chiesa è preceduta da un gruppo scultoreo, opera di Michele Greco del 1987. L'interno si presenta ad un'unica navata a pianta centrale, con cemento armato a vista e pavimento in cotto. Diverse le statue di santi a carattere devozionale. L'interno è illuminato da vetrate policrome, che raffigurano il santo titolare della chiesa, Leonardo Murialdo.